# 統一澳洲黨
統一澳洲黨（缩写为UAP），又译澳大利亚联合党、联合澳大利亚党、团结澳大利亚党等，是澳大利亚历史上的一个政党，1931年成立，1945年解散。

## 歷史
統一澳洲黨的前身是联邦最早的两大党保护主义党和自由貿易黨，1909年保護主義黨与反社会主义党（原自由貿易黨）合并组成聯邦自由黨，是当时与澳大利亚工党对立的主要政党。1917年聯邦自由黨和工党退党党员组成的国家工党（或译国民工党）合并组成澳大利亚国民党（或译澳大利亚民族党）。1931年国民党联合又一批工党退党党员以及小党澳大利亚人党，组成統一澳洲黨。統一澳洲黨继承澳大利亚政治中主要的偏右翼政党地位，與工黨相對。
統一澳洲黨在其存在的15年中都与澳大利亚国家党组成联盟，联盟成為澳大利亚的两大党派之一，並和工党竞逐执政权。1930年代澳大利亚联邦政府几乎都由統一澳洲黨－国家党联盟执政，但統一澳洲黨在1941年失去执政权后内部斗争纷起，1945年解散，其主要偏右翼政党地位由新成立的澳大利亚自由党继承。